# Elisa Cansino
Elisa Cansino Reina (Sevilla, 23 de marzo de 1896–Miami, 28 de enero de 1990) fue una bailarina, intérprete de vodevil y profesora de danza española, integrante de The Dancing Cansinos. Era hija del bailaor Antonio Cansino, tía de la actriz estadounidense Rita Hayworth y tía bisabuela del futbolista Gonzalo García. Cansino desempeñó un papel relevante en la introducción de los bailes españoles y romaníes a los Estados Unidos.[cita requerida] Tenía ascendencia romaní por línea paterna.

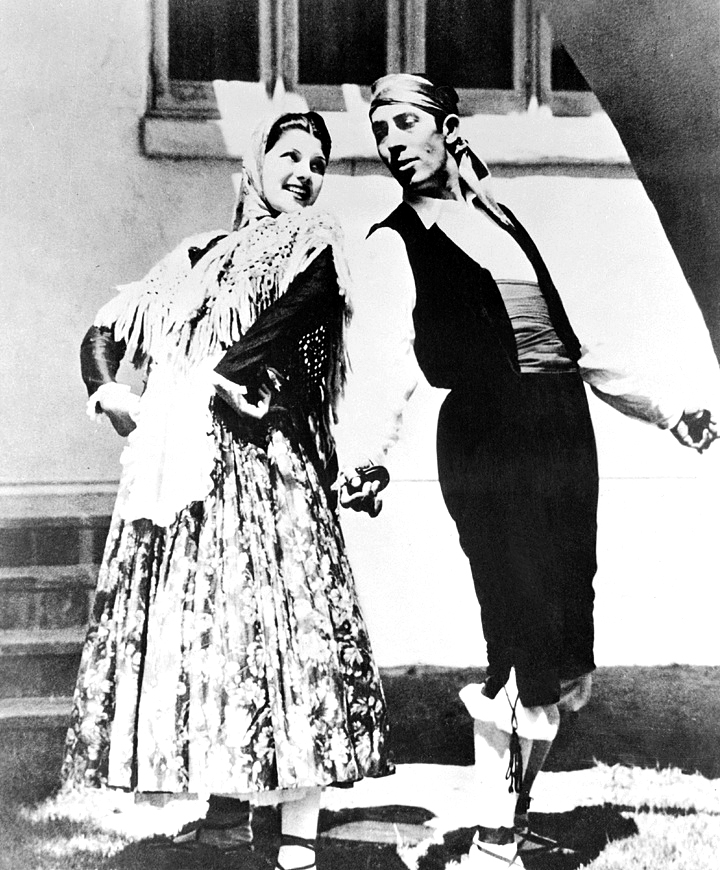
The Dancing Cansinos 1933

## Biografía
Elisa Cansino nació probablemente en Sevilla. Era hija de Carmen Reina Montero y del bailaor Juan Antonio Anselmo Cansino Avecilla, que combinaba el estilo clásico con el flamenco gitano. Fue hermana del bailaor y actor Eduardo Cansino y tenía otros siete hermanos.
Elisa Cansino actuó por primera vez como bailarina a los cuatro años, en el Teatro Novedades de Madrid. El 8 de noviembre de 1918 se casó en Filadelfia con su primer marido, Nathaniel Jackolo, del que se divorció poco después.
Con su hermano Eduardo Cansino actuó tanto en España como en el extranjero. Formaron la pareja de baile Dancing Cansinos y la Warner Bros los fichó para ser los protagonistas de La Fiesta, el primer cortometraje musical sonoro de la historia. Durante la década de 1920, interpretaron La malagueña y el torero, compañía Gaumont, en Estados Unidos. En 1928, Elisa Cansino sufrió una lesión en la espina dorsal mientras bailaba en Broadway, lo que le supuso retirarse de los escenarios.
De adulta se instaló en París, ciudad en la que se casó con el actor argentino Manuel Devesa, conocido artísticamente como Jaime Devesa, y que regentaba un cine en la capital francesa. En 1936, viajó a España con su marido con el motivo del estreno de la película de este, El crimen de media noche, y durante su estancia estalló la guerra civil española. Con ayuda de la embajada argentina fueron evacuados hasta Marsella junto a cientos de refugiados en el crucero militar 25 de Mayo. Más tarde, se trasladaron a Estados Unidos con otros familiares. Vivieron en Nueva York, y allí regentaron una pastelería.
Con su marido montó una academia de baile español y latino que trasladaron en 1937 a San Francisco. Juntos también trabajaron con Carlos Gardel en películas. Como actriz, Elisa Cansino fue conocida por Hubby's Quiet Little Game (1926) y Masked Mamas (1926).[cita requerida]
Su hermano Eduardo se casó con la bailarina de Broadway Volga Hayworth, con quien tuvo a su Margarita Carmen Cansino, conocida como Rita Hayworth y de la que Elisa Cansino era su madrina. Elisa Cansino y su marido llegaron a afirmar en una entrevista que fueron ellos los maestros de baile de su sobrina cuando eran pequeños. Tras su lesión de espalda, Elisa Cansino fue sustituida por su sobrina Rita Hayworth en los escenarios.
Fue profesora de danza en España. Posteriormente, bailó en la ciudad de Nueva York con sus hermanos Eduardo y Ángel en The Dancing Cansinos.
El escultor español Juan López López creó un busto de Elisa Cansino.